# Stenotorymus linearis
Stenotorymus linearis är en stekelart som beskrevs av Masi 1938. Stenotorymus linearis ingår i släktet Stenotorymus och familjen gallglanssteklar.
Artens utbredningsområde är Somalia. Inga underarter finns listade i Catalogue of Life.